# Aurora Ruffino
Aurora  Ruffino, née le 22 mai 1989 à Turin dans la région du Piémont en Italie, est une actrice italienne jouant pour le cinéma et la télévision.

## Biographie
Elle naît à Turin en 1989 et grandit dans la proche commune de Druento. Elle suit les cours de la Gipsy Musical Academy, une école turinoise qui enseigne la danse et le théâtre. Elle débute comme actrice au cinéma en 2010 dans le drame La Solitude des nombres premiers (La solitudine dei numeri primi) de Saverio Costanzo. Elle déménage ensuite à Rome pour étudier au Centro sperimentale di cinematografia dont elle sort diplômée en 2013.
A l'automne 2012, elle obtient l'un des rôles principaux de la série télévisée Questo nostro amore de Luca Ribuoli (it), aux côtés d'Anna Valle et de Neri Marcorè. L'année suivante, elle partage l'affiche de la comédie dramatique Bianca come il latte, rossa come il sangue de Giacomo Campiotti avec Filippo Scicchitano, Gaia Weiss et Luca Argentero. En 2014, elle tient l'un des rôles principaux de la série télévisée Les Bracelets rouges (Braccialetti rossi) de Giacomo Campiotti, interprétant le rôle d'une jeune fille souffrant d’anorexie. Elle prend part aux trois saisons de cette série qui se termine en 2016.
En 2018, elle participe notamment à la deuxième saison de la série Non dirlo al mio capo.

## Filmographie

### Au cinéma
- 2010 : La Solitude des nombres premiers (La solitudine dei numeri primi) de Saverio Costanzo
- 2013 : Bianca come il latte, rossa come il sangue de Giacomo Campiotti
- 2013 : Ad occhi chiusi de Lisa Ricardi (court-métrage)
- 2014 : Iceberg d'Enrico Mazzanti (court-métrage)
- 2016 : Ningyo de Gabriele Mainetti (court-métrage)

### À la télévision

#### Séries télévisées
- 2012 - 2018 : Questo nostro amore de Luca Ribuoli (it)
- 2014 - 2016 : Les Bracelets rouges (Braccialetti rossi) de Giacomo Campiotti
- 2018 : Non dirlo al mio capo
- 2018 : Les Médicis : Maîtres de Florence (Medici), saison deux

#### Téléfilms
- 2014 : Una Ferrari per due de Fabrizio Costa
- 2021 : Chiara Lubich - L'amore vince tutto, de Giacomo Campiotti : Inès Sartori